# Iuri Melihov
Iuri Melihov (n. 1 aprilie 1937, Leningrad, RSFS Rusă, URSS – d. februarie 2000) a fost un ciclist rus, medaliat olimpic. A participat la 2 ediții ale Jocurilor Olimpice (1960, 1964) în care a câștigat o medalie de bronz.